# Guatemala International 2003
Die Guatemala International 2003 im Badminton fanden vom 27. bis zum 30. November 2003 in Guatemala-Stadt statt.

## Sieger und Platzierte
| Disziplin    | Gold                           | Silber                            | Bronze                             |
| ------------ | ------------------------------ | --------------------------------- | ---------------------------------- |
| Herreneinzel | Richard Vaughan                | Hidetaka Yamada                   | Shoji Sato                         |
| Herreneinzel | Richard Vaughan                | Hidetaka Yamada                   | Sho Sasaki                         |
| Dameneinzel  | Miho Tanaka                    | Charmaine Reid                    | Denyse Julien                      |
| Dameneinzel  | Miho Tanaka                    | Charmaine Reid                    | Sara Jónsdóttir                    |
| Herrendoppel | Keita Masuda Tadashi Ohtsuka   | Howard Bach Kevin Han             | Guilherme Kumasaka Guilherme Pardo |
| Herrendoppel | Keita Masuda Tadashi Ohtsuka   | Howard Bach Kevin Han             | José Antonio Crespo Sergio Llopis  |
| Damendoppel  | Yoshiko Iwata Miyuki Tai       | Felicity Gallup Joanne Muggeridge | Judith Baumeyer Fabienne Baumeyer  |
| Damendoppel  | Yoshiko Iwata Miyuki Tai       | Felicity Gallup Joanne Muggeridge | Helen Nichol Charmaine Reid        |
| Mixed        | Philippe Bourret Denyse Julien | Mesinee Mangkalakiri Raju Rai     | Mathew Fogarty Lina Taft           |
| Mixed        | Philippe Bourret Denyse Julien | Mesinee Mangkalakiri Raju Rai     | José Antonio Crespo Dolores Marco  |